# Mercure International of Monaco
Mercure International of Monaco (ou MIM) est une société d'import-export fondée en 1986 et dirigée depuis par Adnan Houdrouge. Spécialiste de l'article de sport, le groupe s'est peu à peu diversifié dans la mode, l'alimentaire, les télécommunications, la restauration, la beauté et l'art de vivre ou encore l'immobilier. Basée à Monaco, l'entité est présente en Europe, en Afrique, dans les Caraïbes et dans l'Océan Indien, avec une forte densité en Afrique du Nord, de l'Ouest et centrale.

## Histoire
Fondé en 1986 par l'homme d'affaires monégasque d'origine libano-sénégalaise Adnan Houdrouge, Mercure International of Monaco (ou MIM) démarre son activité dans l’import-export d’articles de sport. Rapidement, la demande croissante pousse son fondateur à ouvrir des magasins de sport en Afrique mais aussi en France.
Au fil du temps, son groupe inaugure de nombreux points de vente regroupés sous l’enseigne City Sport, distribuant les plus grandes marques de sport. Le réseau grossissant en Afrique de l’Ouest permet à MIM d’obtenir la distribution exclusive de quelques grandes marques de sport et accroît sa notoriété de leader sur ce marché. En 1995, après la dévaluation du franc CFA, le groupe MIM diversifie son portefeuille d’activités en rachetant la partie grande distribution alimentaire de la SCOA, principalement regroupée sous l’enseigne Score. En quelques années, avec une connaissance aiguë de la distribution et des marchés locaux, le groupe devient leader en Afrique de l’Ouest. Par la suite, il étend son savoir-faire à la mode, les télécommunications, la restauration, la beauté et l'art de vivre mais aussi l’immobilier.
En 2007, à la suite d'un contrat de franchise avec le groupe Casino-Rallye, ses supermarchés en franchise Score au Congo-Brazzaville, au Gabon et au Sénégal prennent l'enseigne Casino. La franchise Go Sport et Courir pour la France d'outre-mer et le Maghreb est également exploitée par le groupe. 
En 2009 et 2010, alors que le monde sort d'une grave crise financière, le groupe MIM développe près de 50 nouveaux points de vente en Afrique et DOM-TOM à travers ses trois principaux métiers : l'alimentaire, le sport et la mode.
En 2023, MIM débute un remplacement des enseignes Casino et Géant par Coopérative U au Congo-Brazzaville, au Gabon et au Sénégal .

## Autres activités
Mercure International of Monaco est également présent dans l'immobilier. Le groupe possède de nombreux centres commerciaux et biens immobiliers en Côte d'Ivoire, Gabon, République du Congo, Sénégal et en Europe.

## Implantation dans le monde
Le groupe Mercure International of Monaco est présent dans 16 pays : 

### Europe
- France métropolitaine
- DOM-TOM (Guadeloupe, Martinique, La Réunion)
- Italie

### Afrique
- Algérie
- Cameroun
- Côte d'Ivoire
- Gabon
- Sénégal
- Maroc
- Maurice
- Tunisie